# Руапеху
Руапеху (маор. Ruapehu) — діючий стратовулкан в Новій Зеландії.

## Географія
Руапеху є найвищою вершиною Північного острова Нової Зеландії висотою 2797 метрів. Розташований в регіоні Манавату-Вангануї, у Національному парку «Тонгаріро», за 23 км на північний схід від міста Охакуне і за 40 км на південь — південний захід від південного берега озера Таупо. Піки — Тахурангі (маор. Tahurangi; 2797 м), Ті Хеухеу (маор. Te Heuheu; 2755 м) і Парететаітонга (маор. Paretetaitonga; 2751 м). Активний кратер розташований між цими вершинами.
Схили вулкана Руапеху покриті лісами. Вище 1700—2000 м лежать сніги й льодовики. Останнє виверження відбулося 25 вересня 2007.
Руапеху в перекладі  — «гулка безодня».

## Клімат
Гора знаходиться у зоні, котра характеризується морським кліматом. Найтепліший місяць — лютий із середньою температурою 12.6 °C (54.7 °F). Найхолодніший місяць — липень, із середньою температурою 3.1 °С (37.6 °F).
| Клімат Руапеху (висота 1121 м) | Клімат Руапеху (висота 1121 м) | Клімат Руапеху (висота 1121 м) | Клімат Руапеху (висота 1121 м) | Клімат Руапеху (висота 1121 м) | Клімат Руапеху (висота 1121 м) | Клімат Руапеху (висота 1121 м) | Клімат Руапеху (висота 1121 м) | Клімат Руапеху (висота 1121 м) | Клімат Руапеху (висота 1121 м) | Клімат Руапеху (висота 1121 м) | Клімат Руапеху (висота 1121 м) | Клімат Руапеху (висота 1121 м) | Клімат Руапеху (висота 1121 м) |
| Показник                       | Січ.                           | Лют.                           | Бер.                           | Квіт.                          | Трав.                          | Черв.                          | Лип.                           | Серп.                          | Вер.                           | Жовт.                          | Лист.                          | Груд.                          | Рік                            |
| Абсолютний максимум, °C        | 26,9                           | 28,1                           | 23,8                           | 21,1                           | 17,1                           | 14,6                           | 11,7                           | 16,5                           | 17,4                           | 19,1                           | 25,2                           | 24,4                           | 28,1                           |
| Середній максимум, °C          | 17,9                           | 17,8                           | 15,7                           | 12,9                           | 9,8                            | 7,3                            | 6,8                            | 7,1                            | 9                              | 10,7                           | 13,4                           | 15,5                           | 12                             |
| Середня температура, °C        | 12,4                           | 12,6                           | 10,7                           | 8,3                            | 5,9                            | 3,6                            | 3,1                            | 3,3                            | 4,9                            | 6,4                            | 8,4                            | 10,6                           | 7,5                            |
| Середній мінімум, °C           | 6,9                            | 7,3                            | 5,8                            | 3,8                            | 1,9                            | 0                              | −0,6                           | −0,4                           | 0,7                            | 2                              | 3,4                            | 5,6                            | 3                              |
| Абсолютний мінімум, °C         | 0,2                            | 0,6                            | 0,7                            | 0                              | 0                              | 0                              | 0                              | 0                              | 0                              | 0                              | 0                              | 0                              | 0                              |
| Днів з дощем                   | 14,1                           | 13,4                           | 14,1                           | 14                             | 18,5                           | 20,5                           | 20,2                           | 20,2                           | 19,1                           | 19,9                           | 16,4                           | 20,2                           | 210,6                          |
| ------------------------------ | ------------------------------ | ------------------------------ | ------------------------------ | ------------------------------ | ------------------------------ | ------------------------------ | ------------------------------ | ------------------------------ | ------------------------------ | ------------------------------ | ------------------------------ | ------------------------------ | ------------------------------ |
| Джерело: Weatherbase           |                                |                                |                                |                                |                                |                                |                                |                                |                                |                                |                                |                                |                                |